# التأريخ عند العرب
التأريخ عند العرب، هو مجال من مجالات المعرفة نشأ وتطور في الحضارة العربية والإسلامية، ويمتد من الروايات الشفهية والأنساب إلى التدوين المنهجي والبحث النقدي. وقد شكّل التأريخ عنصرًا أساسيًا في تكوين الهوية الحضارية للعرب والمسلمين، كما كان وسيلة لفهم الدين والسياسة والمجتمع.

## نشأة علم التأريخ عند العرب
بدأ الاهتمام العربي بالتأريخ منذ الجاهلية، من خلال رواية الأخبار والأنساب والملاحم الشعرية. ومع ظهور الإسلام، أصبح للتأريخ أهمية دينية واضحة، خصوصًا في تدوين السيرة النبوية، والغزوات، وأخبار الخلفاء.
وكانت أولى مراحل التدوين التاريخي مرتبطة بتدوين السنة النبوية، ثم تطورت إلى شكل أكثر استقلالًا في القرون اللاحقة، وظهرت كتب تاريخية تصف الأحداث وفق تسلسل زمني أو بحسب التراجم.

## أبرز المؤرخين العرب
- ابن إسحاق (ت. 151 هـ): أول من جمع السيرة النبوية في كتاب مستقل.
- الطبري (ت. 310 هـ): صاحب تاريخ الرسل والملوك، أحد أشهر مصادر التاريخ الإسلامي.
- المسعودي (ت. 346 هـ): مؤلف مروج الذهب، جمع فيه بين التاريخ والجغرافيا والثقافة.
- ابن خلدون (ت. 808 هـ): واضع أسس “فلسفة التأريخ” في مقدمته الشهيرة.[3]

## منهجية المؤرخين العرب
1. الاعتماد على الرواية: اعتمدوا على السماع والنقل الشفهي، خاصة في بدايات التدوين، مع استخدام الإسناد لتوثيق الخبر، وهو منهج مستمد من علوم الحديث.
2. الترتيب الزمني: نظّم كثير من المؤرخين أعمالهم حسب السنوات الهجرية، أو حسب العهود السياسية (مثل عهود الخلفاء أو السلاطين).
3. الجمع بين الخبر والتحليل: مع مرور الوقت، بدأ بعض المؤرخين - مثل ابن خلدون - بتجاوز مجرد سرد الأحداث إلى تحليل الأسباب وقراءة السياقات الاجتماعية والاقتصادية.
4. التركيز على السيرة والتراجم: أولى المؤرخون اهتمامًا كبيرًا بالسير الشخصية، فظهرت كتب التراجم مثل سير أعلام النبلاء للذهبي، وهو ما يُعرف بـ”التأريخ الفردي”.